# キングエドワード駅

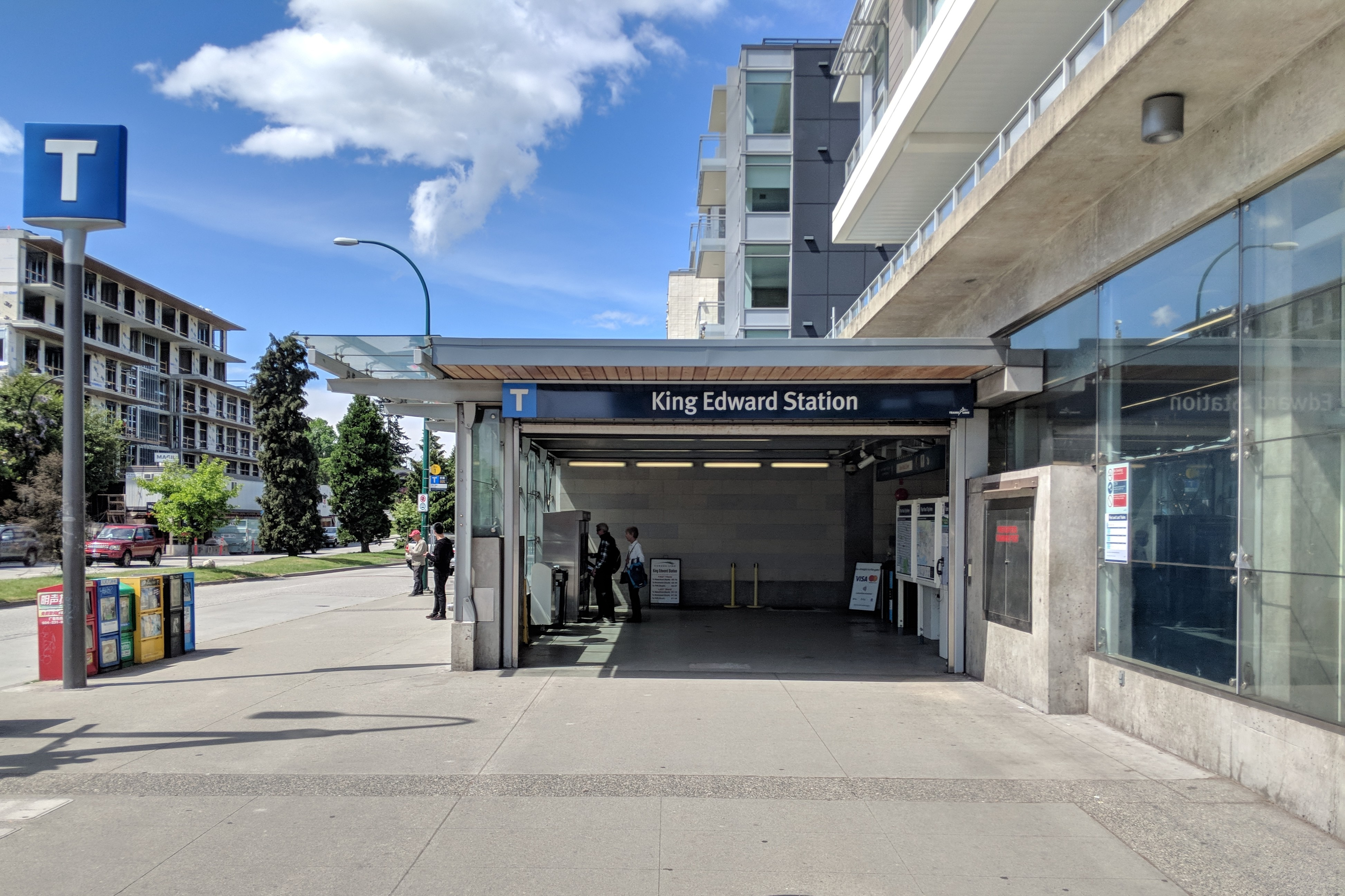
キングエドワード駅玄関

キングエドワード駅（英:King Edward Station）は、カナダ・ブリティッシュコロンビア州・バンクーバーにある、スカイトレイン カナダ・ライン の駅である。

## 歴史
- 2009年8月17日：カナダ・ラインの駅として開業[1]。
- 2016年1月 - ICカード「コンパスカード」の利用が可能となる[2]。

## 駅構造
地下駅のホームは片側1面で、北方面行き（至ウォーターフロント駅）ホームが地下2階、南方面行き（至YVRエアポート駅・リッチモンド・ブリグハウス駅）ホームが地下3階と分かれている。
| ホーム | 路線          | 行先                             |
| ------ | ------------- | -------------------------------- |
| 上り   | ■カナダライン | ウォーターフロント駅方面         |
| 下り   | ■カナダライン | リッチモンド・ブリグハウス駅方面 |
| 下り   | ■カナダライン | YVRエアポート駅方面              |

## 駅周辺
施設
- クイーン・エリザベス公園

バス路線
スカイトレインが運行しない深夜には夜行バスN15が運行しており。
| ホーム | 路線                                                                            |
| ------ | ------------------------------------------------------------------------------- |
| 1      | 25 系統・UBC N9 系統・コキットラム・セントラル駅（夜行バス）                    |
| 2      | 15 系統・オリンピックビレッジ駅 33 系統・UBC N15 系統・ダウンタウン（夜行バス） |
| 3      | 25 系統・ブレントウッド駅                                                       |
| 4      | 15 系統・カンビー 33 系統・29番アベニュー駅 N15 系統・カンビー（夜行バス）      |

## 隣の駅
■カナダ・ライン
ブロードウェイ・シティホール駅 - キングエドワード駅 - オークリッジ・41番アベニュー駅